# Шимонка
Шимонка (словац. Šimonka) — горная вершина в Словакии, высшая точка в горах Сланске-Врхи. Находится юго-восточнее г. Прешов. Абсолютная высота — 1092 м.
Образует южное продолжение вулканического массива Кривой Явор. В западной части позднеплиоценовые андезитовые пирокласты перекрыты мощным комплексом раннеплиоценовых андезитов. Диаметр массива 15 км, он составлен несколькими комплексами лав и пирокластов, сложно сочетающимися друг с другом.